# Coelioxys pachyrhina
Coelioxys pachyrhina är en biart som beskrevs av Cockerell 1919. Coelioxys pachyrhina ingår i släktet kägelbin, och familjen buksamlarbin. Inga underarter finns listade i Catalogue of Life.